# Ready or Not (pel·lícula de 2019)
Ready or Not és una pel·lícula estatunidenca d'humor negre i terror de 2019 dirigida per Matt Bettinelli-Olpin i Tyler Gillett a partir d'un guió de Guy Busick i R. Christopher Murphy. El film és protagonitzat per Samara Weaving, Mark O'Brien, Adam Brody, Henry Czerny, i Andie MacDowell.
Ready or Not es va preestrenar al festival FanTasia el 27 de juliol de 2019, i es va estrenar als cinemes el 21 d'agost de 2019 de la mà de Fox Searchlight Pictures. Va recaptar 53 milions de dòlars a nivell mundial, i va rebre crítiques generalment positives dels crítics.

## Sinopsi
Ready or Not parla d'una jove núvia que s'uneix a la família rica i excèntrica del seu nou espòs enmig d'una llarga tradició que es converteix en un joc letal en el qual tots lluiten per la seua supervivència.

## Repartiment
- Samara Weaving com a Grace Le Domas
- Adam Brody com a Daniel Le Domas
  - Etienne Kellici com el jove Daniel Le Domas
- Mark O'Brien com a Alex Le Domas
  - Chase Churchill com el jove Alex Le Domas
- Henry Czerny com a Tony Le Domas
- Andie MacDowell com a Becky Le Domas
  - Kate Ziegler com la jove Becky Le Domas
- Nicky Guadagni com a Helene Le Domas
  - Elana Dunkelman com la jove Helene Le Domas
- Melanie Scrofano com a Emilie Le Domas
- Elyse Levesque com a Charity Le Domas
- Kristian Bruun com a Fitch Bradley
- John Ralston com a Stevens
- Ethan Tavares com a Gabe
- Liam MacDonald com a Georgie
- Nat Faxon com a Justin (veu)